# جيمس بال
جيمس بال (بالإنجليزية: James Ball) هو اقتصادي بريطاني، ولد في 15 يوليو 1933، وتوفي في 15 يناير 2018.